# Северо-Кавказская зона ПВО
Северо-Кавказская зона ПВО — территориальное оперативное объединение войск ПВО СССР накануне и во время Великой Отечественной войны, выполнявшее противовоздушную оборону войск и важных административно-политических и промышленных центров, расположенных в границах Северо-Кавказского военного округа.

## История формирования и боевой путь
Северо-Кавказская зона ПВО была образована приказом НКО СССР № 0015 от 14 февраля 1941 года в границах Северо-Кавказского военного округа, согласно которому в состав зоны должны были войти Сталинградский, Ростовский, Новороссийский и Грозненский бригадные районы ПВО. Штаб зоны — город Ростов-на-Дону. Границы зоны — в пределах Северо-Кавказского военного округа. Командующий зоной является помощником командующего войсками Северо-Кавказского военного округа.
Формирование зоны происходило в марте 1941 года. Состав зоны:
- Новороссийский бригадный район ПВО;
- Грозненский бригадный район ПВО[2];
- Ростовский бригадный район ПВО[2];
- Краснодарский бригадный район ПВО[2];
- Сталинградский бригадный район ПВО;
- отдельные части и подразделения ПВО.

Северо-Кавказская зона ПВО прикрывала крупные города и важные центры и нефтепромысловые районы в границах зоны ПВО — Ростов-на-Дону, Краснодар, Грозный, Новороссийск, Майкоп, Орджоникидзе, Нальчик, объекты железнодорожных магистралей.
Северо-Кавказская зона ПВО расформирована в 16 декабря 1941 года. В составе в действующей армии зона находилась:
- с 24 марта по 16 декабря 1941 года.

## Командующий
- полковник Чекмасов Михаил Максимович[2], врио, 24 марта по 14 августа 1941 года
- генерал-лейтенант Сергеев Всеволод Николаевич[2], 14 августа по 16 декабря 1941 года